# Phoenix Tour 2006 – Baba Novak
Phoenix Tour 2006 – Baba Novak este un material video promoțional al formației Phoenix, oferit cadou cumpărătorilor de bilete la concertele din timpul turneului național de promovare a albumului Baba Novak, ce s-a desfășurat pe parcursul lunii octombrie a anului 2006. Discul de față conține patru piese – două videoclipuri și două filmări în concert – și a apărut pe suport compact disc video (VCD). Inițial, materialul aflat pe acest VCD s-a vrut a fi editat pe DVD, însă datorită costurilor suplimentare inutile s-a renunțat la această variantă. Producătorii acestui disc promoțional, apărut prin intermediul casei de discuri Phoenix Records, sunt Nicolae Covaci, Josef Kappl, Ionuț Contraș și TVR 2.

## Piese
1. Zori de zi — videoclip, Phoenix Records
2. Mila 2 de lângă 3 — videoclip, Phoenix Records
3. Andrii Popa (live) — înregistrare video din concertul „Baba Novak”, Sala Palatului, 21 octombrie 2005, TVR 2
4. Baba Novak (live) — înregistrare video din concertul „Baba Novak”, Sala Palatului, 21 octombrie 2005, TVR 2

## Componența formației
- Nicolae Covaci – chitară electrică și acustică, vocal
- Josef Kappl – chitară bas, vocal
- Mircea Baniciu – vocal, tamburină
- Ovidiu Lipan – baterie
- Mani Neumann – vioară
- Cristi Gram – chitară electrică și acustică, voce de fundal
- Ionuț Contraș – voce de fundal, percuție